# Хлыстуновка
Хлыстуно́вка (укр. Хлистунівка) — село в Городищенском районе Черкасской области Украины. Находится на реке Ольшанка (приток Днепра).
Население по переписи 2001 года составляло 2429 человек. В 2025 году в селе зарегистрировано 1994 человека. Почтовый индекс — 19533. Телефонный код — 4734.
В селе родились Герой Советского Союза Владимир Ружин и полный Георгиевский кавалер Юрий Яковлевич Салий.

## Местный совет
19533, Черкасская обл., Городищенский р-н, с. Хлыстуновка, ул. Ленина, 1